# ムッライッティーヴー
ムッライッティーヴー（タミル語: முல்லைத்தீவு Mullaittīvu、シンハラ語: මූලදූව、英語: Mullaitivu）は、スリランカの北部州ムッライッティーヴー県の都市である。日本語ではムッライッティーヴーのほか、ムライティブとも言われる。
ムッライッティーヴー県の県都であり、スリランカの北東海岸に位置する。かつてはコロンボとジャフナを行き来する小さな帆船が錨を下ろす港があっただけであったが、漁民の入植の結果20世紀初頭に町は大きく成長した。市内にあるDS事務所の周囲には、多くの公的機関や学校が集まっている。
1983年のスリランカ内戦勃発後は、ムッライッティーヴーは長らくタミル・イーラム解放のトラ (LTTE) の支配下にあった。この地には大きな軍事基地がおかれ、町は幾度もの戦いの舞台となった。また2004年のスマトラ島沖地震による津波では、この地域も大きな被害を受けた。LTTEの支配は、内戦が最終局面を迎えた2009年1月25日、政府軍が攻勢により都市をLTTEから奪取するまで続いた。

## 写真

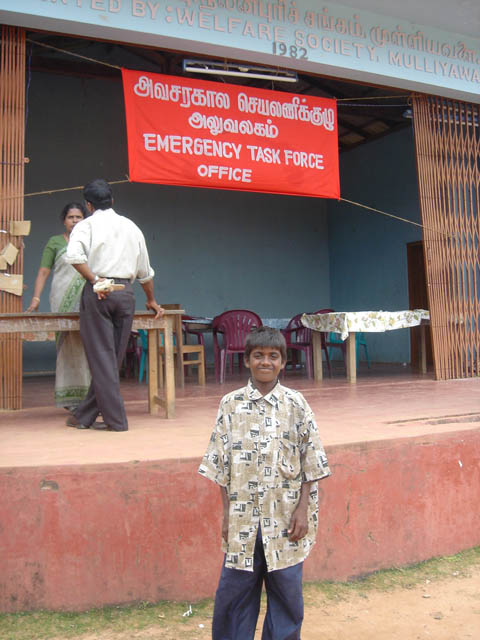
福祉事務所（2004年）
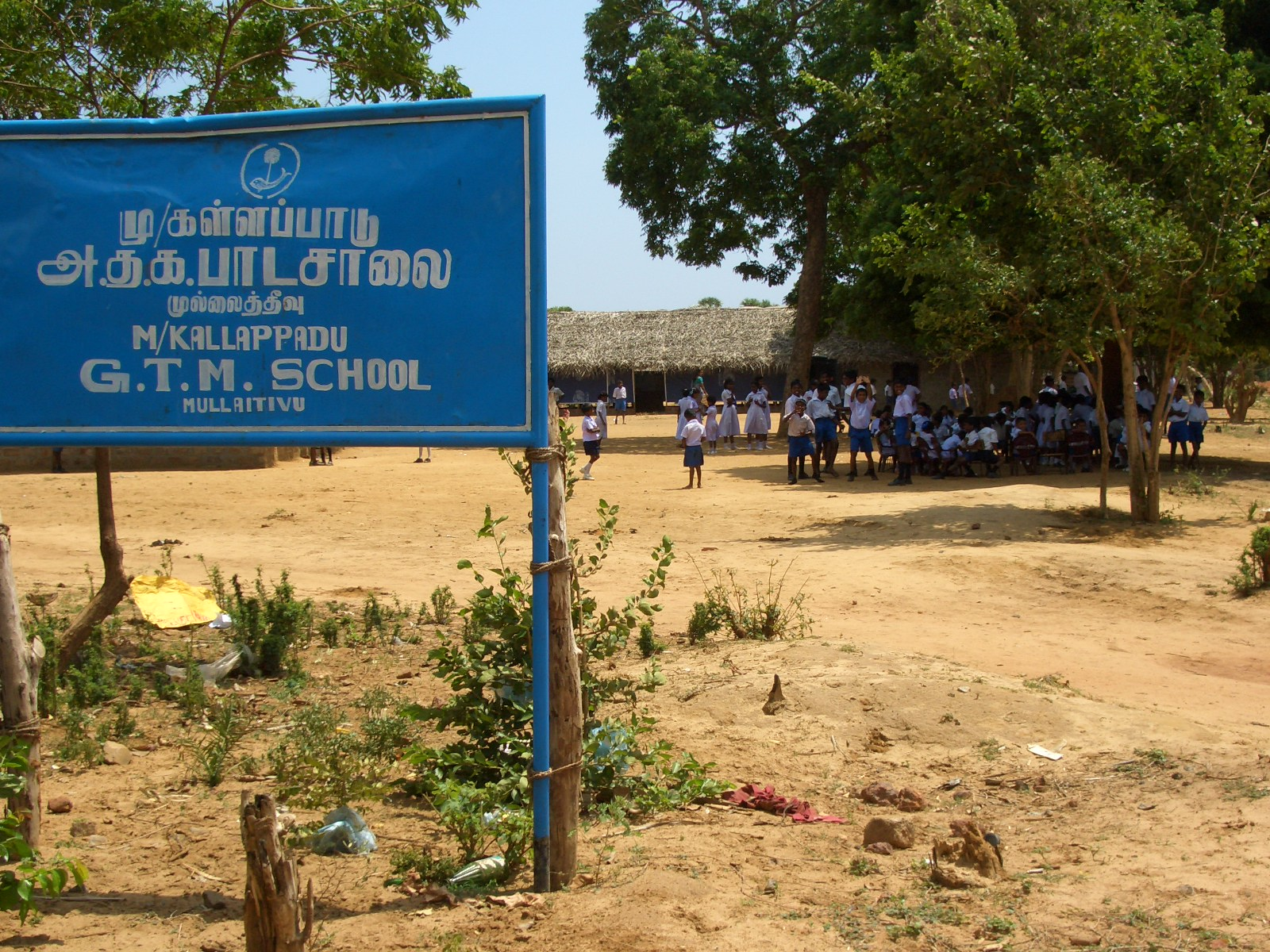
市内の学校
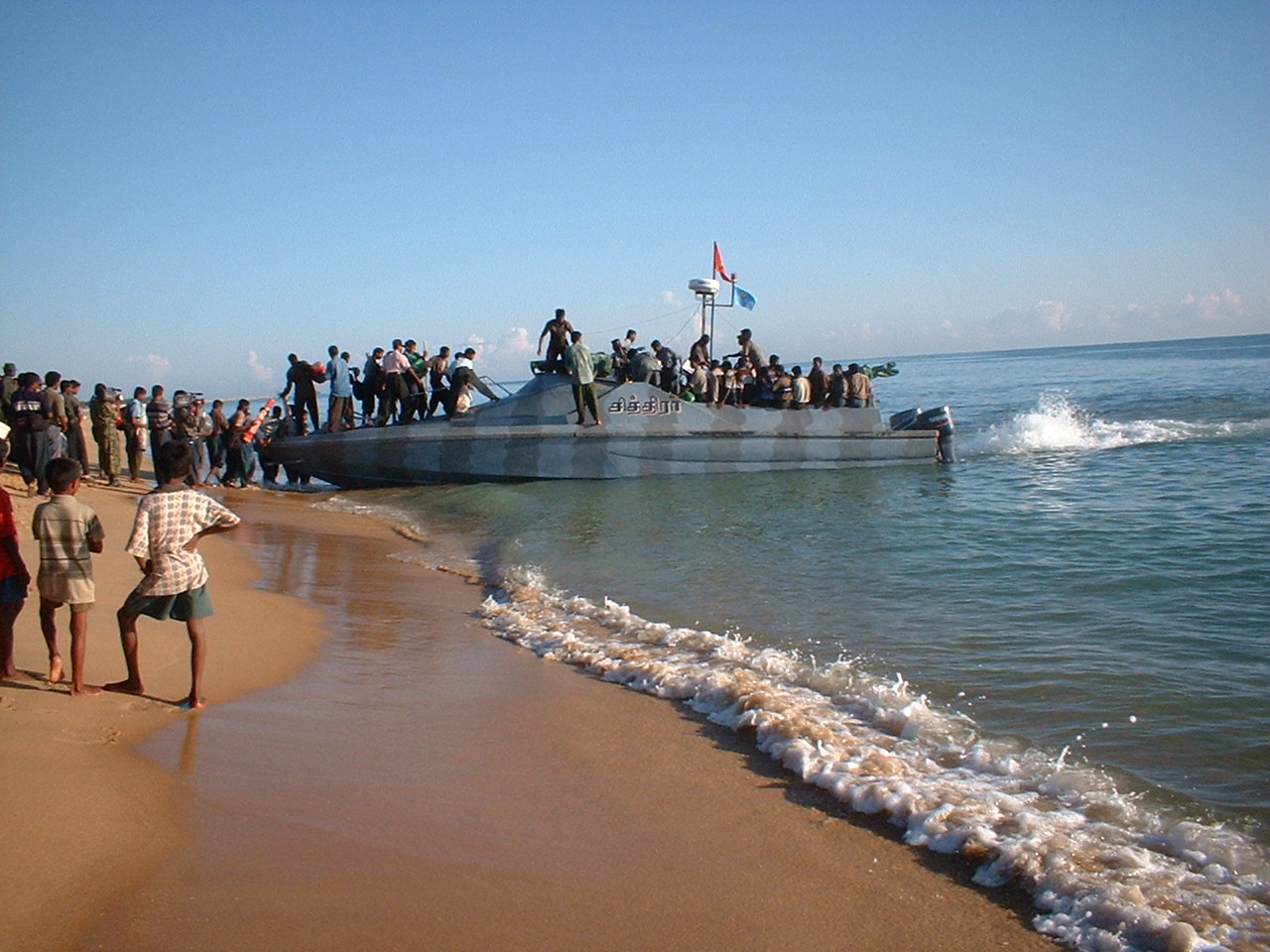
物資の積み込みを行うLTTEシー・タイガー（2005年）
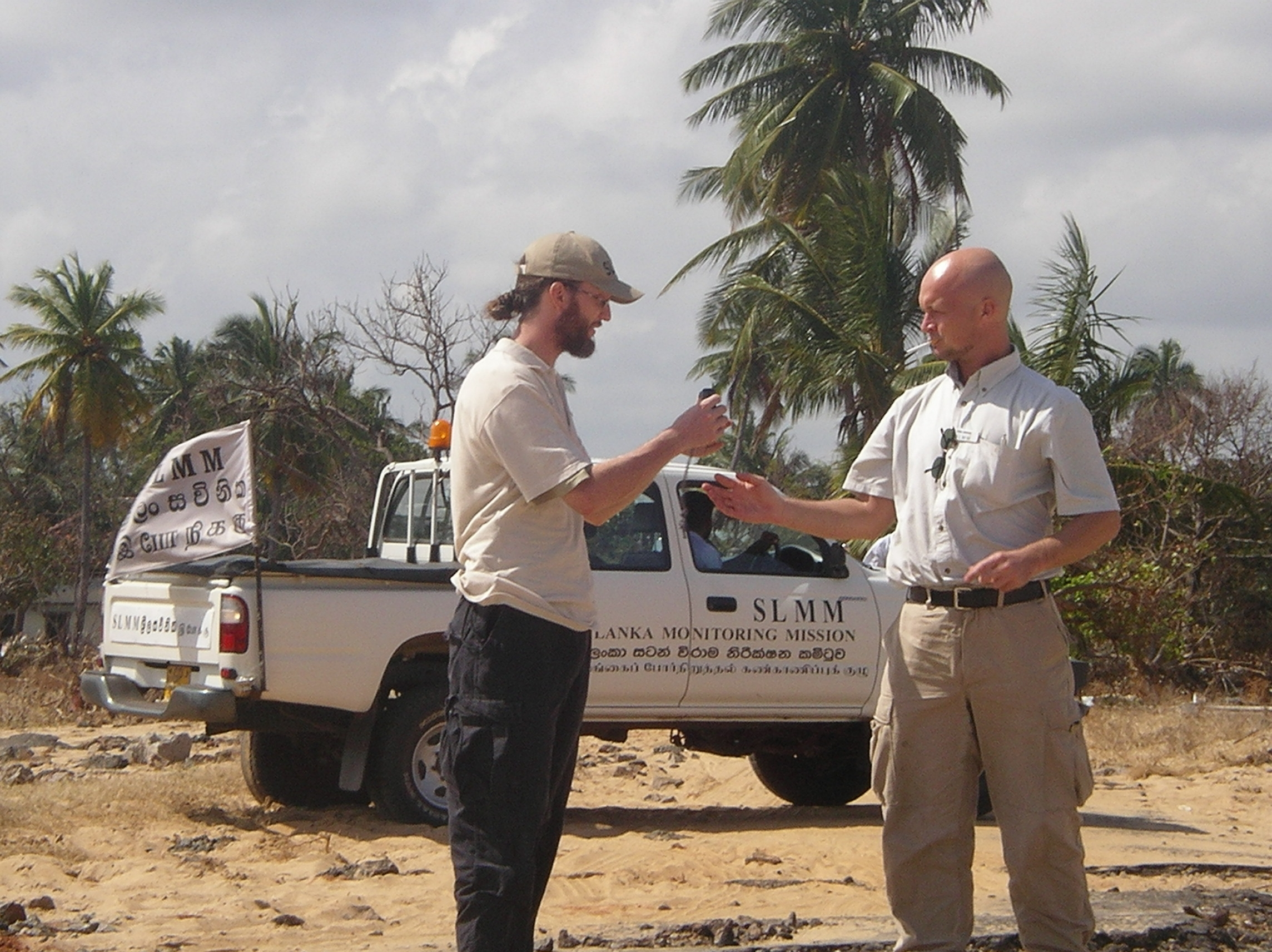
ノルウェーによる停戦の監視（2006年）